# 恩博斯卡達

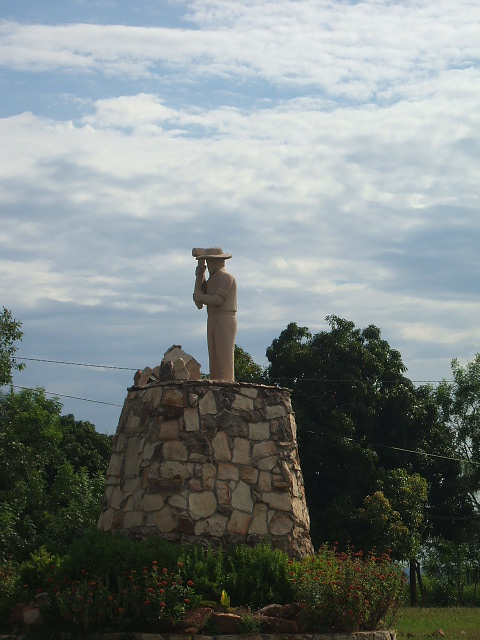

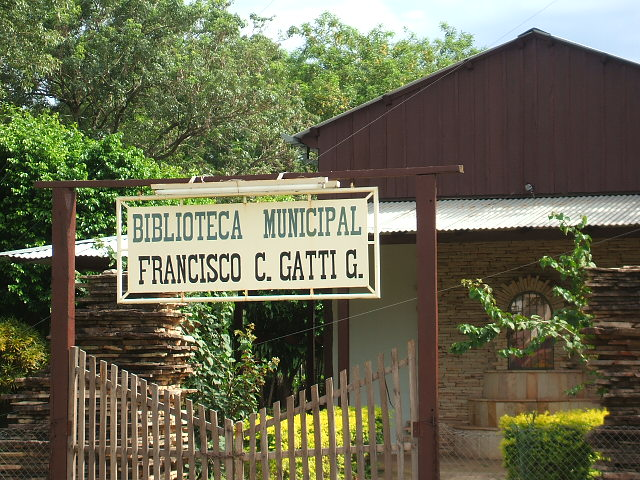

恩博斯卡達（西班牙語：Emboscada），是巴拉圭的城鎮，位於該國中部，由科迪勒拉省負責管轄，面積265平方公里，海拔高度192米，2002年人口12,225，人口密度每平方公里46人。